# Volt egyszer egy lány
A Volt egyszer egy lány című lemez Koncz Zsuzsa első önálló nagylemeze „a pályakezdés minden erényével és hibájával”.
Magyarországon 1977-ig csak Kovács Kati, Koncz Zsuzsa, Zalatnay Sarolta és Harangozó Teri volt az a négy énekesnő, akinek önálló saját albuma jelent meg.

## Az album dalai
A oldal 21:50
1. Volt egyszer egy lány (Illés Lajos-Bródy János) –  3:38
2. VIII. Henrik felesége voltam (Varannai István-S. Nagy István) – 2:36
3. Végre, végre (Lovas Róbert-Halmágyi Sándor) – 4:44
4. Úgy elmennék (Szörényi Szabolcs-Bródy János) – 2:51
5. Nem, hiszek neked már (Illés Lajos-Bródy János) – 3:41
6. Színes ceruzák (Szörényi Levente-Bródy János) – 3:15

B oldal 17:53
1. Rohan az idő (Szörényi Levente-S. Nagy István) – 4:06
2. Utcák (Schöck Ottó-S. Nagy István) – 3:22
3. A szél (Bródy János-A. A. Milne-Devecseri Gábor) – 2:20
4. Zöldszemű srác (Payer András-S. Nagy István) – 2:15
5. Órák (Szakály László-S. Nagy István) – 2:38
6. Régi dal (Szörényi Szabolcs-Bródy János) – 3:18

## Közreműködők
- Illés-együttes
- Echo
- Metro együttes
- Tolcsvay-trió

## Külső hivatkozások
- Információk a Hungaroton lapján
- Információk Koncz Zsuzsa honlapján
- Információk, fotók